# Thripophaga cherriei
El colasuave del Orinoco  (Thripophaga cherriei), también denominado rabiblando del Orinoco o canastero del Orinoco, es una especie de ave paseriforme de la familia Furnariidae, perteneciente al género Thripophaga. Es endémica de Venezuela.

## Distribución y hábitat
Su área de distribución es muy reducida y se restringe a algunos afluentes de la cuenca alta del Orinoco: Caño Capuana, Caño Guacharaca y Caño Grulla, en el estado de Amazonas, en el centro sur de Venezuela.
Esta especie es considerada bastante común pero apenas muy localmente, en su hábitat natural: el sotobosque arbustivo de bosques de várzea, aproximadamente hasta los 100 m de altitud.

## Estado de conservación
El colasuave del Orinoco ha sido calificado como especie vulnerable por la Unión Internacional para la Conservación de la Naturaleza (IUCN) debido a que su pequeña población, estimada entre 250 y 1000 individuos maduros, habita en una región muy pequeña y con alguna amenaza potencial por parte de la expansión de la agricultura.

## Sistemática

### Descripción original
La especie T. cherriei fue descrita por primera vez por los ornitólogos alemanes Hans von Berlepsch y Ernst Hartert en 1902 bajo el mismo nombre científico; la localidad tipo es: «Río Capuana, Río Orinoco, Amazonas, Venezuela».

### Etimología
El nombre genérico femenino «Thripophaga» se compone de las palabras del griego «θριψ thrips, θριπος thripos»: pollilas de la madera, y «φαγος phagos»: comer; significando «comedor de polillas»; y el nombre de la especie «cherriei», conmemora al ornitólogo estadounidense George Kruck Cherrie (1865-1948).

### Taxonomía
Probablemente sea más próxima a Thripophaga macroura y a su vecina T. amacurensis con quienes comparte características morfológicas. Es monotípica.